# Klangstabil
Klangstabil est un groupe allemand de musique électronique.

## Histoire
Klangstabil est formé en 1994 par Maurizio Blanco (né le 8 décembre 1971), avec Boris May (né le 29 novembre 1974). Après quelques petits concerts, le groupe attire l'attention d'un label discographique et une première production sur vinyle est sortie. Leur premier album, Böhm, Gott der Elektrik, sorti en 1997, est un hommage à l'orgue Dr. Böhm et à la production de son analogique-électronique des années 1970. En 2000, Gioco Bambino (« Game Boy » en italien), un album minimaliste et monotone, est réalisé principalement à l'aide d'une Game Boy. Kantorka, sorti en 2001, est une représentation sonore du roman Krabat (en) d'Otfried Preussler. Math and Emotion en 2008, traite de l'union de la raison et de l'extase.
Vertraut, l'un des morceaux les plus connus de Klangstabil, est composé dès 2002, et apparait sur la compilation annuelle du Maschinenfest ; l'album prévu à cet effet reste inachevé. En 2010, le titre est réédité en tant qu'EP indépendant,. L'artwork date de l'époque d'origine et est réalisé par la graphiste Aiga Rasch (en), connue en Allemagne pour ses illustrations pour la série jeunesse Les Trois Jeunes Détectives..
Klangstabil est souvent présent au Maschinenfest d'Oberhausen, mais se produit également dans de grands festivals, comme le Wave-Gotik-Treffen de Leipzig, le Summer Darkness Festival néerlandais ou l'Amphi Festival de Cologne. Après plusieurs années de silence, le groupe donne en 2024 un concert au Nocturnal Culture Night Festival, où il présente de nouvelles compositions. 

## Discographie

### Albums studio
- 1997 : Böhm, Gott der Elektrik (vinyle, MHz Records)
- 1997 : Straftat gegen das Leben (12"/CD, David Records/MHz Records)
- 1998 : Sieg der Monochronisten (12", Hymen Records)
- 2000 : Sprite Storage Format (12", Ant-Zen)
- 2000 : Gioco Bambino (CD, MHz Records/Plate Lunch)
- 2001 : Kantorka (12", Pflichtkauf)
- 2004 : Taking Nothing Seriously (12"/CD, Heckengäu/Ant-Zen)
- 2008 : Math and Emotion (CD, Ant-Zen/MHz Records)
- 2013 : Shadowboy (CD, Ant-Zen/MHz Records)[8]
- 2015 : One Step Back, Two Steps Forward (2CD, Ant-Zen/MHz Records)

### Singles et EP
- 1995 : Senden und Empfangen (vinyle, Shokoy Records)
- 1998 : Fünf Minuten Klangstabil (vinyle, MHz Records)
- 1999 : Menschenhass (vinyle, World War IV)
- 2003 : Tsuba (vinyle, MHz Records)
- 2010 : Vertraut (CD, Ant-Zen/MHz Records)

### Autres publications
- 1998 : Aktiv (VHS, David Records/MHz Records)
- 2008 : Archive.One (MP3, compilation, Ant-Zen)